# Partido da Constituição (Estados Unidos)
O Partido da Constituição (em inglês: Constitution Party) é um partido político minoritário de extrema-direita dos Estados Unidos. Assim como o maior partido conservador do país, o Partido Republicano, o Partido da Constituição é um forte atuante na defesa da república, da Constituição dos Estados Unidos, do legado dos Pais Fundadores, da declaração da independência e da Carta de Direitos.
Segundo Frank Fluckiger, seu líder, a meta do partido é restaurar a jurisprudência norte-americana aos seus fundamentos bíblicos e limitar o governo federal a seus limites constitucionais. É o quinto maior partido político em termos de registro de eleitores, com 367.000 eleitores registrados. Rick Jore, Membro da Câmara dos Representantes de Montana, foi o mais alto funcionário eleito que é membro do Partido.

## História
Howard Phillips fundou o Partido dos Contribuintes Americanos em 1992, com o objetivo de limitar o governo federal a seus limites constitucionais e restaurar o governo civil com os princípios dos pais fundadores. Em 1999, em sua convenção nacional para as eleições de 2000, os delegados da convenção optaram por mudar o nome do partido para Partido da Constituição, acreditando que o novo nome refletiria melhor a abordagem política do partido de fazer cumprir as disposições e limitações da Constituição dos Estados Unidos.
Em 2004, o partido nomeou o advogado Michael Peroutka e o radialista de Montana Chuck Baldwin como sua chapa presidencial. Baldwin foi nomeado candidato da legenda em 2008 derrotando o ex-embaixador republicano da ONU Alan Keyes. Em 2012, o partido nomeou o ex-congressista Virgil Goode.